# یواس‌اس اکسچنج (۱۸۶۲)
یواس‌اس اکسچنج (۱۸۶۲) (به انگلیسی: USS Exchange (1862)) یک کشتی بود که طول آن ۱۵۵ فوت ۳ اینچ (۴۷٫۳۲ متر) بود. این کشتی در سال ۱۸۶۲ ساخته شد.